# أندريه موتامبو سينكالا
اندريه موتامبو سينكالا (بالإنجليزية: Andrew Sinkala)‏ (18 يونيو 1979 شينغولا زامبيا - ) هو لاعب كرة قدم زامبي، يلعب كلاعب وسط، شارك في كأس الأمم الأفريقية 2006.

## روابط خارجية
- أندريه موتامبو سينكالا على موقع الاتحاد الدولي (مؤرشف)  (الإنجليزية)
- أندريه موتامبو سينكالا على موقع قاعدة بيانات كرة القدم.إي يو (الإنجليزية)
- أندريه موتامبو سينكالا على موقع بيانات كرة القدم. دي إي (الألمانية)
- أندريه موتامبو سينكالا على موقع ناشيونال فوتبول تيمز (الإنجليزية)
- أندريه موتامبو سينكالا على موقع عالم كرة القدم.نت (الإنجليزية)